# Hotel 52
Hotel 52 is een Poolse dramaserie die sinds 2010 wordt uitgezonden door Polsat. De serie gaat over de levens van hoteleigenaresse Natalia Lipska en de hotelmanager Iwona Szwed. Deze hebben continu conflicten met klanten en andere hotelmedewerkers, zoals onder anderen de chef-kok, serveerster, receptionist, conciërge en de dienstmeisjes. De serie kenmerkt zich door het grote aantal bekende Polen dat gastrollen vertolkt in elke aflevering.

## Cast

### Huidige Castleden
| Acteur/Actrice        | Personage                          | Status     |
| --------------------- | ---------------------------------- | ---------- |
| Laura Samojłowicz     | Natalia Lipska (eigenaresse)       | 2010–heden |
| Magdalena Cielecka    | Iwona Szwed (manager)              | 2010–heden |
| Rafał Królikowski     | Michał Horwat (conciërge)          | 2010–heden |
| Krzysztof Kwiatkowski | Artur Górski (receptionist)        | 2010–heden |
| Olga Bołądź           | Dorota Kruszyńska (receptioniste)  | 2010–heden |
| Magdalena Kumorek     | Paula (receptioniste)              | 2010–heden |
| Robert Kuraś          | Paweł Sadyba (chef-kok)            | 2010–heden |
| Jakub Wieczorek       | Leszek (kok)                       | 2010–heden |
| Magdalena Lamparska   | Marta (serveerster)                | 2010–heden |
| Paweł Tomaszewski     | Kuba Gwiazda                       | 2010–heden |
| Jakub Mazurek         | Robert (barman)                    | 2010–heden |
| Marzena Trybała       | Wiola (hoofd zaal)                 | 2010–heden |
| Lucyna Malec          | Lucy Karolak (hoofd dienstmeisjes) | 2010–heden |
| Magdalena Stużyńska   | Jola (dienstmeisje)                | 2010–heden |
| Kamil Kula            | Igor Szwed (bagagedrager)          | 2010–heden |

### Gastrollen
| Acteur/Actrice       | Personage          | Afleveringen  |
| -------------------- | ------------------ | ------------- |
| Urszula Grabowska    | Renata Zabłocka    | Aflevering 7  |
| Małgorzata Foremniak | Zuzanna Piotrowska | Aflevering 21 |
| Anna Prus            | Maja               | Aflevering 34 |
| Marta Żmuda          | Alicja             | Aflevering 36 |